# Axinita-(Fe)
L'axinita-(Fe) és un mineral de la classe dels silicats que pertany al grup de l'axinita. El nom "axinita" va ser posar l'any 1797 per Rene Just Haüy del grec αξίνα ("axina"), en al·lusió a l'hàbit comú dels seus cristalls. L'any 1909 va ser reanomenada "ferroaxinita" per Waldemar T. Schaller degut al domini del ferro a la seva fórmula química. L'any 2008 va ser reanomenada amb el sufix -(Fe) per l'Associació Mineralògica Internacional.

## Característiques
L'axinita-(Fe) és un silicat amb fórmula Ca₂Fe²⁺Al₂BSi₄O₁₅OH. És l'anàleg de ferro (Fe²⁺) de l'axinita-(Mg) i de l'axinita-(Mn), amb les que forma el grup axinita juntament amb la tinzenita. Forma una sèrie de solució sòlida amb l'axinita-(Mn). Cristal·litza en el sistema triclínic formant cristalls tabulars. La seva duresa a l'escala de Mohs oscil·la entre 6,5 i 7.
Segons la classificació de Nickel-Strunz, l'axinita-(Fe) pertany a «09.BD: Estructures de sorosilicats (dímers); grups Si₂O₇, amb anions addicionals; cations en coordinació tetraèdrica [4] o major» juntament amb els següents minerals: bertrandita, hemimorfita, junitoïta, axinita-(Mg), axinita-(Mn), tinzenita, vistepita, boralsilita i werdingita.

## Formació i jaciments
De menor a major grau es troba a les roques metamorfosades, roques metamòrfiques de contacte i pegmatites. Sol trobar-se associada a altres minerals com: andradita, prehnita, hedenbergita, zoisita, actinolita, datolita, turmalina, vesuvianita, calcita, albita i quars.
L'axinita-(Fe) ha estat descrita a Catalunya al barranc de les Collades, al Pantà d'Escales (Tremp), en un context d'afloraments d'ofites amb alteració hidrotermal.